# Розовка (Херсонская область)
Розовка (укр. Розівка) — село в Кочубеевской сельской общине Бериславского района Херсонской области Украины.
Почтовый индекс — 74010. Телефонный код — 5535.

## Население
Население по переписи 2001 года составляло 120 человек.

### Языковой состав
Родной язык населения по данным переписи 2001 года:
| Язык       | Численность, чел. | Доля     |
| ---------- | ----------------- | -------- |
| Украинский | 102               | 85,00 %  |
| Венгерский | 11                | 9,17 %   |
| Русский    | 7                 | 5,83 %   |
| Итого      | 120               | 100,00 % |